# Proruské nepokoje na Ukrajině 2014
Proruské nepokoje na Ukrajině probíhají od začátku roku 2014 zejména v převážně rusky mluvících oblastech a městech na jihovýchodní Ukrajině jako pokračování celoukrajinské krize. Pod názvem Antimajdan probíhaly nejprve jako proruská a projanukovyčská reakce na proevropské a protijanukovyčské hnutí Euromajdan. Po sesazení Viktora Janukovyče z postu prezidenta Ukrajiny ale získaly tyto nepokoje na síle na Krymu, kde došlo k jeho anexi Ruskem. Odtržení Krymu následně posílilo separatistické tendence i v dalších regionech jihovýchodu Ukrajiny. Ruská menšina obviňuje vládu z upírání svých práv a požaduje jejich posílení, extrémnější část požaduje odtržení od Ukrajiny a začlenění do Ruska. Ukrajinská vláda z rozdmýchávání nepokojů viní Rusko a jeho agenty. Protesty během dubna vyústily ve vyhlášení lidových republik Doněckou lidovou republiku v Doněcku a později Luhanskou lidovou republiku v Luhansku, na což ukrajinská vláda zareagovala vysláním armády. Tento zásah a odpor separatistů proti němu si vyžádaly oběti na lidských životech.

## Pozadí
Konflikt vznikl v neposlední řadě díky velké odlišnosti jihovýchodních regionů od zbytku Ukrajiny, a to po etnické, jazykové, ekonomické a politické stránce. Tyto rozdíly se projevovaly již v referendu o nezávislosti Ukrajiny 1991, ve výsledcích celostátních voleb i v politickém dění země. V listopadu 2013 nečekaně odmítl Viktor Janukovyč podepsat připravenou asociační dohodu s EU, což vyvolalo vlnu protestů prozápadních obyvatel země. Jejich represe vedly ke svržení Viktora Janukovyče a jeho vlády, která měla největší podporu právě na jihovýchodě země. Z protestů vzešla nová, výrazně prozápadní vláda, které převážně rusky hovořící obyvatelé jihovýchodní Ukrajiny nedůvěřovali. V nové vládě zasedli menšinově také zástupci ukrajinské extrémně nacionalistické strany Svoboda. V návaznosti na informování ruských státních a částečně i nezávislých médií se někteří lidé cítili být ohroženi a novou ukrajinskou vládu označili za fašistickou. Vláda v Kyjevě však toto označení odmítá.

### Demografie

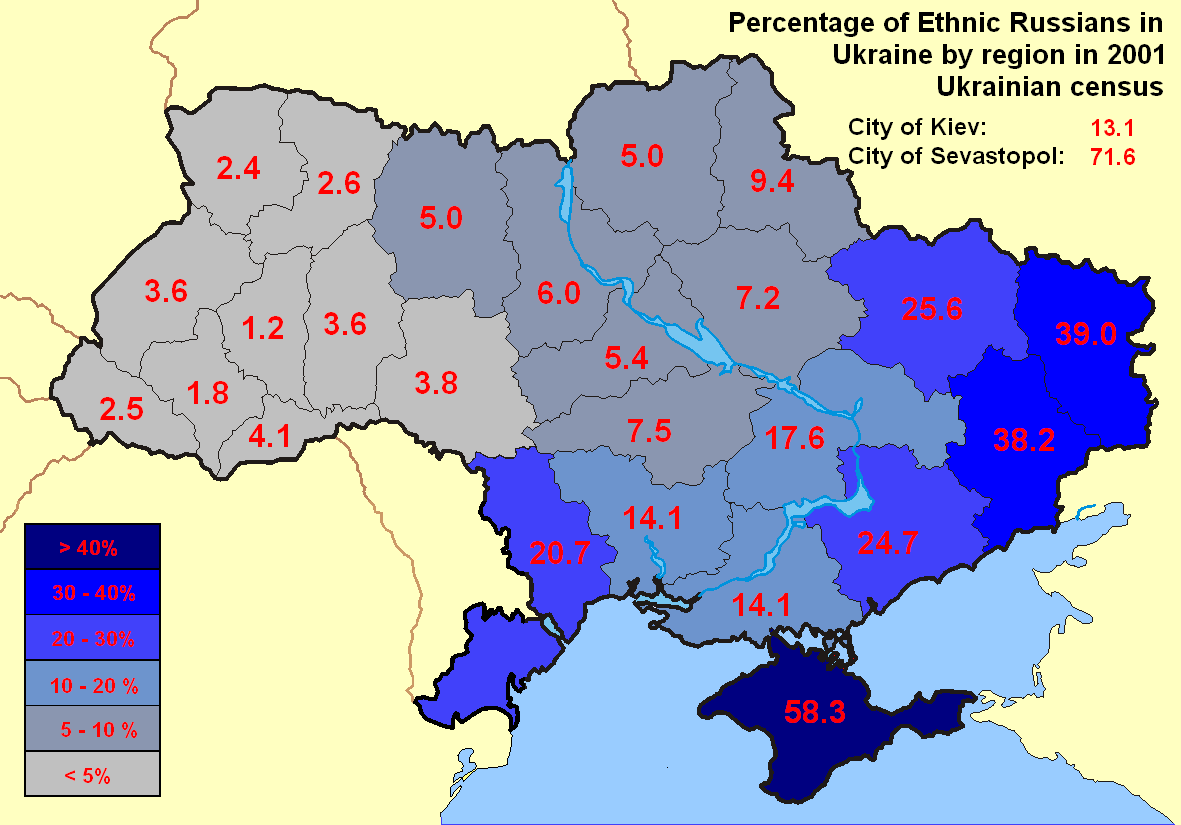
Podíl lidí, kteří se hlásí k ruské národnosti, v jednotlivých regionech (2001).

Podíl lidí, kteří uvádí ruštinu jako svůj mateřský jazyk, v jednotlivých regionech (2001).

Na jihovýchodě Ukrajiny žije početná ruská menšina, která představuje v některých regionech dokonce většinu obyvatel. Podle sčítání lidu v roce 2001 žije na Ukrajině celkem 17,3 % Rusů, většina z nich v regionech na východě a jihu. Například na Krymu žilo 58 % Rusů, v Doněcké oblasti 38,2 %, v Luhanské oblasti 39 %, v Charkovské oblasti 25,6 % a v Oděské oblasti 20,7 %. Podle téhož sčítání však považuje ruštinu za svůj mateřský jazyk ještě více obyvatel, a to 30 % na celé Ukrajině. V jihovýchodních oblastech je to někdy i výrazně více než se ukazuje podle národnostního složení, například na Krymu je to 77 % obyvatel, v Doněcké oblasti 74,9 %, v Luhanské oblasti 68,8 %, v Charkovské oblasti 44,3 % a v Oděské oblasti 41,9 %. Jiné průzkumy tvrdí, že ruština je ještě rozšířenější – například v roce 2004 podle Kyjevského mezinárodního institutu pro sociologii používalo ruštinu doma asi 43 – 46 % obyvatel a v regionech na východě to bylo kolem 80 % (na Krymu a v Doněcké oblasti dokonce více než 90 %). Podle výzkumů v roce 2012 považuje ukrajinštinu za svůj mateřský jazyk 55 % obyvatel Ukrajiny a ruštinu 40 %.

### Ekonomika

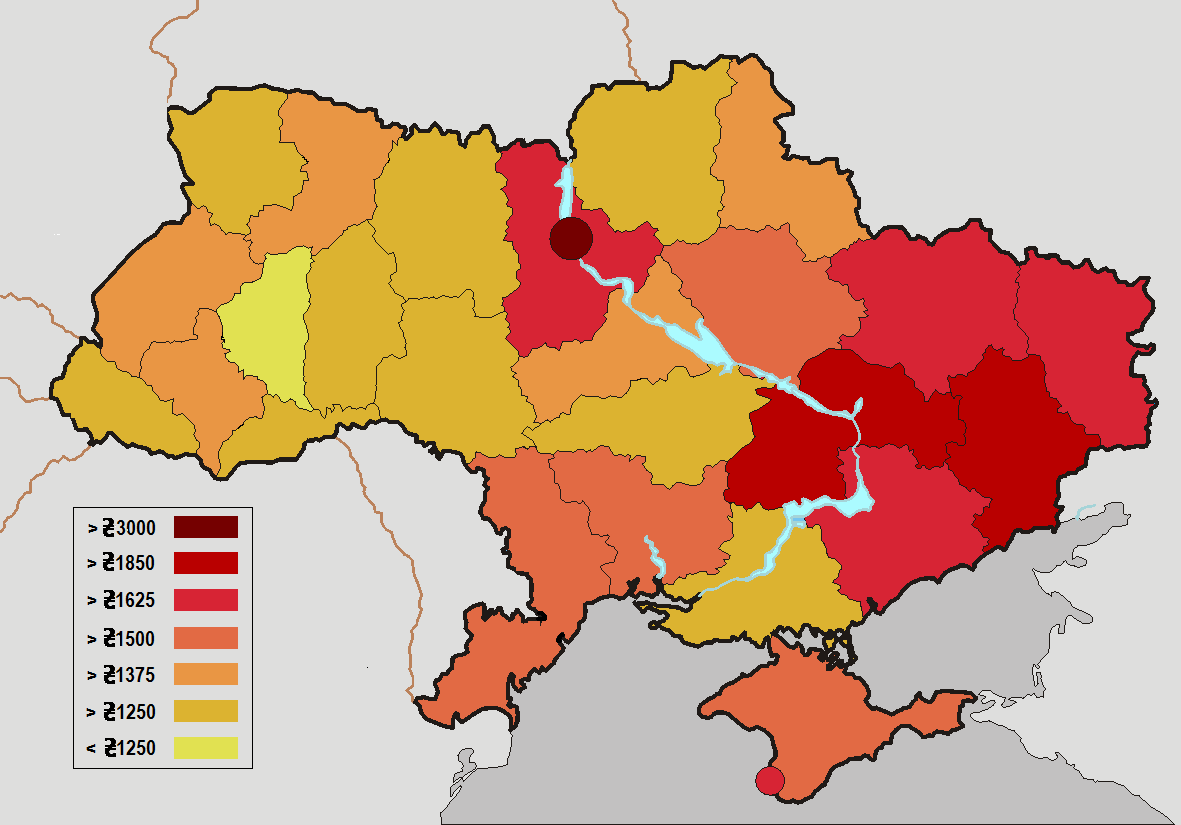
Ukrajinské oblasti podle výše platu. V červených oblastech je nejvyšší.

Do Ruska směřuje 25 % ukrajinského exportu a naopak z něj přichází 32 % importu. Největší ekonomickou provázanost mají s Ruskem právě východní regiony, zatímco pro západ Ukrajiny jsou důležitějším obchodním partnerem země EU. Asociační dohoda s Evropskou unií by přinesla usnadnění obchodu se zeměmi EU, což by výrazně pomohlo západní Ukrajině, ale naopak obchod s Ruskem by se ztížil a východní oblasti by obchodovaly složitěji, protože by se musely přeorientovat na EU. Kromě toho je východ země podstatně bohatší než západní oblasti.

### Politika

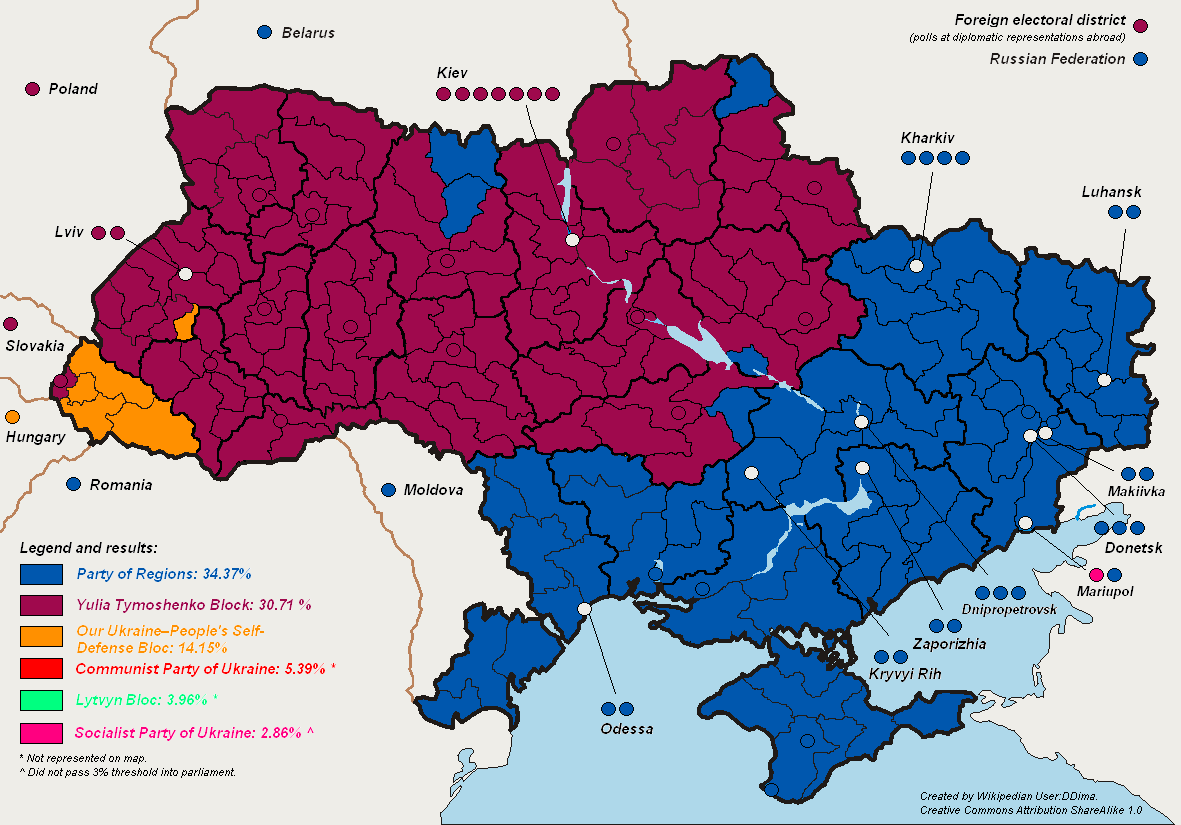
Ukrajinské parlamentní volby 2007. Modře jsou regiony, kde vyhrála Strana regionů a fialově kde vyhrál blok Julie Tymošenkové.

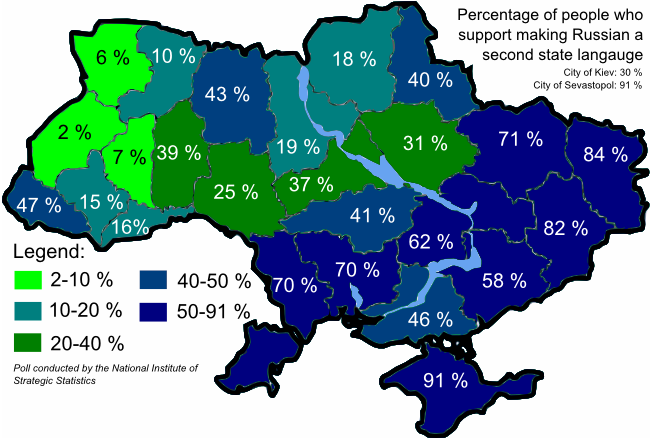
Podpora zavedení ruštiny jako druhého oficiálního jazyka. Modré oblasti zavedení podporují, zelené ne.

Zatímco západ Ukrajiny je spíše proevropský a spíše protiruský nebo neutrální, jihovýchod je naopak proruský a spíše protizápadní. Tento trend je vidět například při volbách. V prezidentských volbách v roce 2010 dostal Viktor Janukovyč v jihovýchodních oblastech jasnou podporu, téměř všude 60 % a více, zatímco na západě, obzvlášť v Lvovské oblasti, dostal kolem 10 %. Podobnou situaci lze pozorovat i při ostatních volbách. Na východě má největší podporu Strana regionů. Dalším rozdílem je třeba souhlas se zavedením ruštiny jako druhého oficiálního jazyka. Zatímco na západě se podpora pohybuje mezi 2–30 % (ve Lvovské oblasti pouze 2 %), tak na jihovýchodě se podpora většinou pohybuje mezi 60–90% (na Krymu 91 %).

## Protesty
Už od začátku Euromajdanu probíhaly protesty také na podporu vlády, nazývané Antimajdan, na které navázaly současné nepokoje. Poprvé se 10 000 příznivců shromáždilo už 25. listopadu 2013 v Kyjevě. Po dobu Euromajdanu protesty v různé míře pokračovaly, mezi nejvýznamnější patřila shromáždění v Charkově 30. listopadu 2013, kde se setkalo mezi 40 000 a 70 000 demonstranty, podporujícími vládu, a shromáždění v Kyjevě 13. – 15. prosince, kterého se zúčastnilo 20 000 – 60 000 lidí. Další menší protesty tehdy probíhaly po celé jihovýchodní Ukrajině, především na Krymu a v Doněcku. Po svržení Janukovyčovy vlády a ustanovení nové prozápadní se na východě začalo znovu protestovat ve větší míře. Většině lidí na východě se nelíbilo, že v nové vládě zasedli zástupci extrémně nacionalistických stran Svoboda a Pravý blok, nová vláda byla líčena ruskými médii jako fašistická. Dalším problémem pro protestující bylo, že nová vláda přijala tzv. jazykový zákon, který neumožňoval mluvit na úřadech jinak, než ukrajinsky. Na Ukrajině přitom žije kolem 17 % Rusů a 33 % obyvatel Ukrajiny považuje ruštinu za svůj mateřský jazyk. Demonstranti požadovali federalizaci Ukrajiny nebo připojení východu Ukrajiny k Rusku. Protesty probíhaly v různé míře ve všech městech jihovýchodní Ukrajiny, ale většinou se na nich sešlo méně než 10 000 lidí. Pouze v Doněcku byly demonstrace silnější a také v Oděse podle ruské agentury Interfax protestovalo 5 až 20 tisíc lidí. Po celý březen se demonstrace opakovaly a na východě docházelo k obsazování úřadů, ale policii se zatím dařilo udržovat pořádek a demonstranti úřady nikdy neudrželi dlouho. Podle ukrajinské vlády stála za demonstracemi ruská vláda, která sem posílala špiony, provokatéry a vojáky v neoznačených uniformách, kteří byli Ruskem použiti už při odtržení Krymu. Situaci také zhoršovala předchozí anexe Krymu a přítomnost silné ruské armády na hranicích s Ukrajinou, přičemž Putin měl svolení parlamentu ji použít. Po celou tuto dobu byly protesty relativně poklidné a bez obětí, ale na začátku dubna se situace dál vyhrotila.

### Dubnové zostření situace

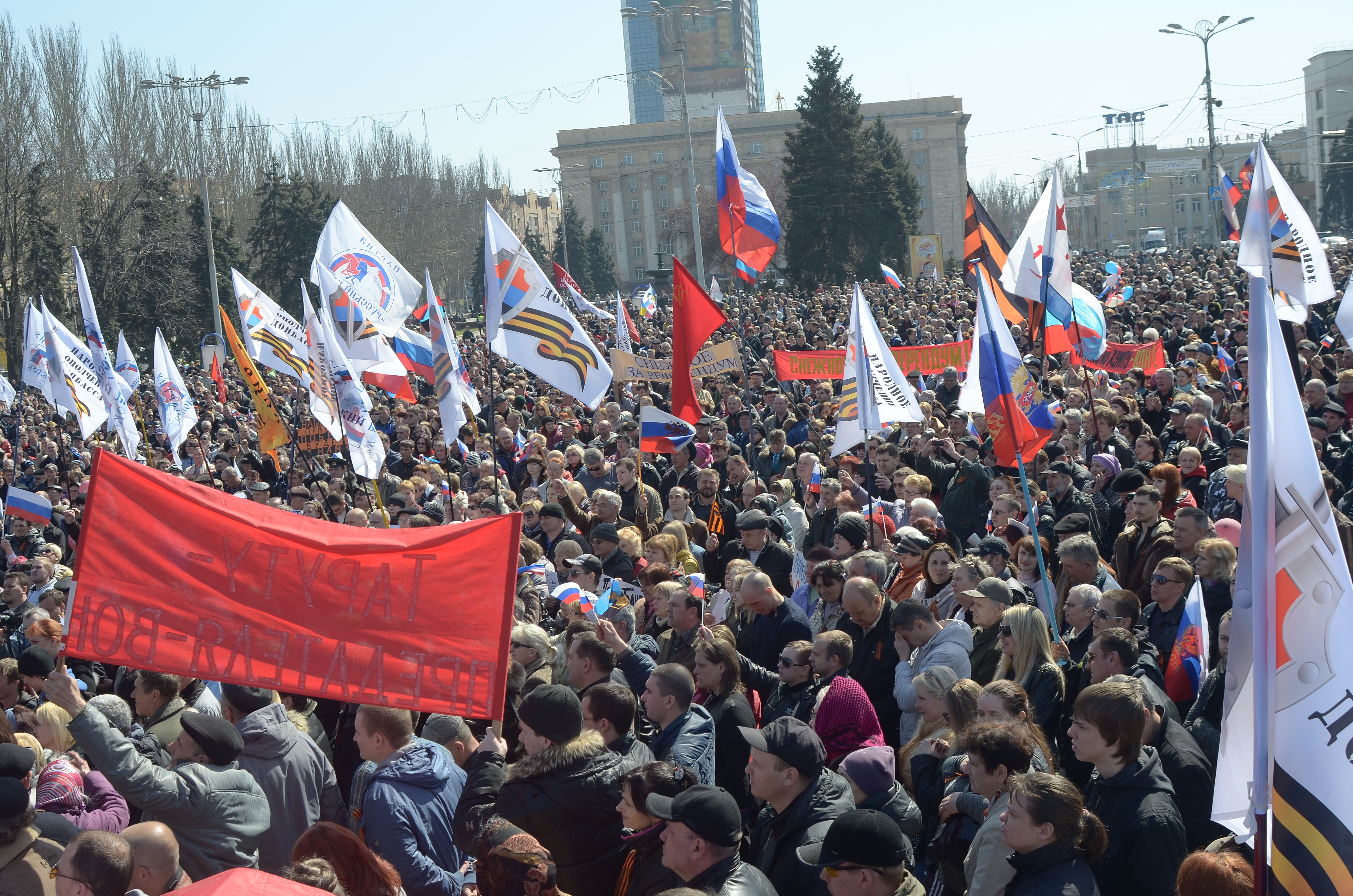
Protesty v Doněcku 6. dubna 2014

V dubnu demonstrace zesílily a v některých městech především na východě, ale i jihu Ukrajiny se protestující zmocnili zbraní. Demonstrace začaly být častější a v některých městech docházelo k obsazování úřadů vzbouřenci. Byly vyhlášeny nezávislé republiky a došlo zde k ozbrojeným střetům mezi Ukrajinskou armádou a povstalci.
Při demonstraci 7. dubna v Doněcku bylo dobyto sídlo oblastní správy a demonstranti si zvolili vlastní parlament, který vyhlásil nezávislou Doněckou lidovou republiku a okamžitě také požádal Rusko o pomoc. Podobné události se odehrály také v Charkově a Luhansku. Žádná z těchto republik nedostala podporu, v Charkově se dokonce podařilo demonstranty zneškodnit, ale 12. dubna začala nová vlna protestů a navíc se v oblasti začali objevovat neznámí ozbrojenci hlásící se k „Doněcké milici“ a začali přepadat radnice a policejní stanice v Doněcké oblasti. Ukrajinská vláda považovala tyto separatisty za teroristy podporované či přímo importované Ruskem, snažila se s nimi vyjednávat a nabídla například amnestii výměnou za opuštění obsazených objektů a odevzdání zbraní, což nemělo účinek. Po dvou dnech, 14. dubna, zahájila ukrajinská armáda protiútok. Po vyjednávání v Ženevě mezi Ukrajinou, Ruskem, USA a EU se nakonec i Rusko rozhodlo podpořit odzbrojení separatistů a navrácení budov úřadům.

### Situace v Doněcké oblasti

#### Duben 2014

Mapa Doněcké oblasti. Červené oblasti jsou ovládány povstalci.

Vlajka samozvané Doněcké republiky

Při demonstraci 6. dubna 2014, na které se sešlo na 2000 lidí, kteří požadovali referendum o připojení k Rusku, bylo davem obsazeno sídlo gubernátora Doněcké oblasti. Na demonstranty byla nasazena vodní děla a došlo k mnoha střetům a zraněním. V noci na 7. dubna byla obsazena budova tajné služby a byl ustanoven nový parlament, který vyhlásil nezávislou Doněckou lidovou republiku, oznámil, že do 11. května vyhlásí referendum o připojení k Rusku a požádal ruského prezidenta o vojenskou pomoc. 8. dubna 2014 zahájily ukrajinské bezpečnostní složky protiútok. Podle slov starosty Doněcku složili vzbouřenci část zbraní a opustili budovu tajné služby. Toho samého dne Výbor vlasteneckých sil Donbassu vyhlášení nezávislosti stáhl. Dle ukrajinských novin Vesti.ua však tato organizace nemá nic společného s Doněckou lidovou radou, která republiku vyhlásila, ale naopak se jedná o proukrajinskou organizaci, usilující o jednotu Ukrajiny. Vyhlášení nezávislosti je tak stále v platnosti. Doněcká republika zůstala bez podpory izolována pouze v obsazeném sídle gubernátora až do 12. dubna.

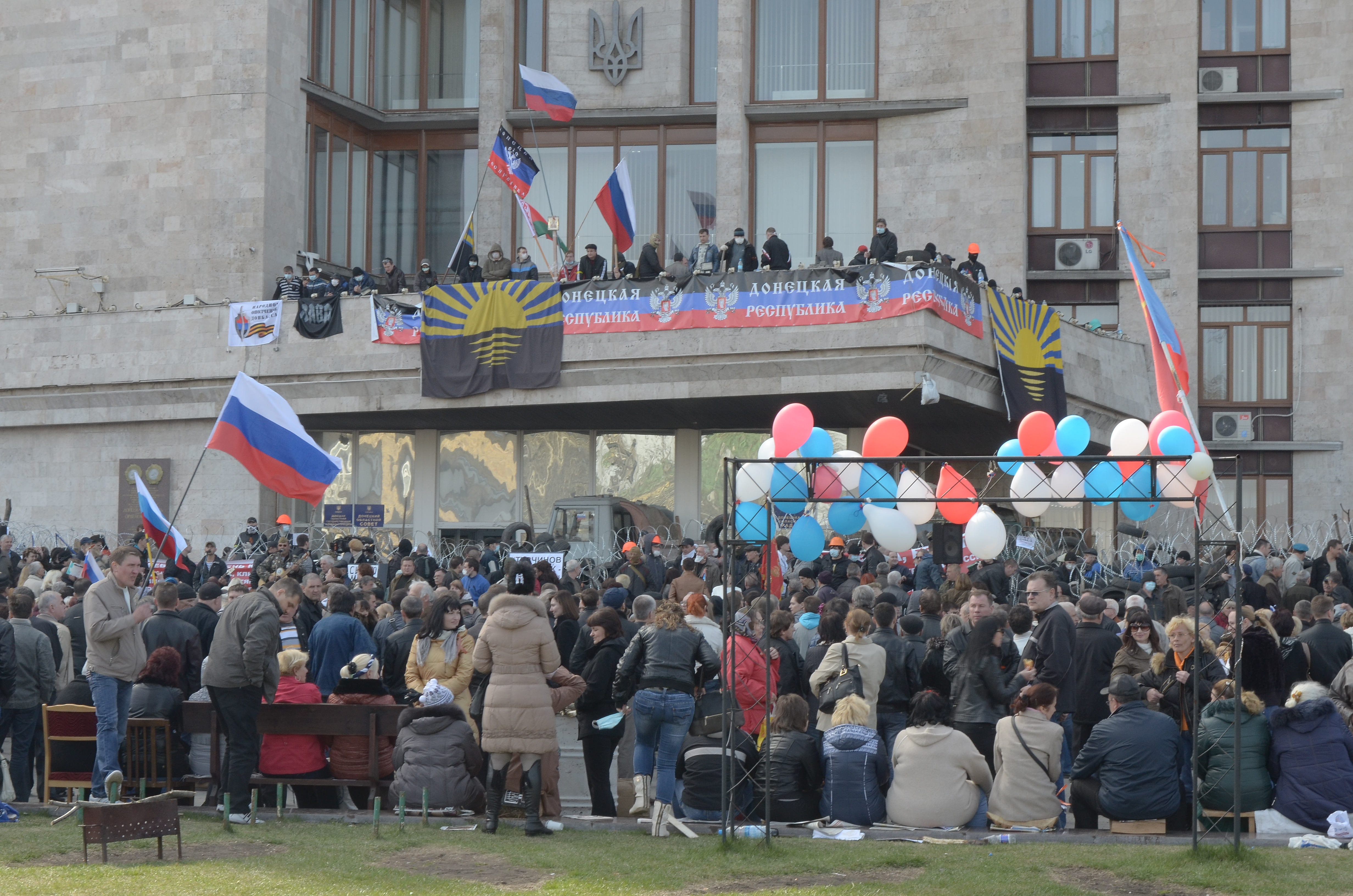
Proruští protestanti před obsazeným sídlem místní správy (7. dubna 2014)

Ráno 12. dubna zaútočilo 6 ozbrojenců na sklad zbraní ve městě Slovjansk, který obsadili a zbraně rozdali proruským demonstrantům. Později zde dav obsadil také radnici a policejní stanici. Ozbrojence podpořila také starostka města a prohlásila, že se ve městě bude konat referendum o připojení k Rusku. Ten samý den byly obsazeny policejní stanice také v Kramatorsku, Družkivce, Krasném Lymanu a na mnoha dalších místech došlo ke střetům a neúspěšným napadením policejních stanic. Následujícího dne byly obsazeny policejní stanice také ve městech Mariupol a Jenakijeve a zároveň zahájila ukrajinská armáda protiútok ve Slovjansku, podle různých zdrojů jsou zde až 3 mrtví a mnoho raněných, ale centrum města se vzbouřencům podařilo udržet. Čtrnáctého byla potom obsazena policejní stanice v Horlivce, poté, co se místní policie přidala na stranu vzbouřenců, a také byla obsazena radnice v obci Ždanivka. Protiútok armády začal 15. dubna v Kramatorsku, kde povstalci pod tlakem opustili policejní stanici, ale později téhož dne napadli místní letiště, které se armádě podařilo uhájit. Povstalci i nadále drží ve městě radnici a jiné administrativní budovy. Boje v Kramatorsku pokračovaly i příští den a vzbouřencům se podařilo ukořistit 6 obrněných vozidel ukrajinské armády. Několik vojáků odmítlo zasahovat a podle agentury Reuters jich několik dezertovalo na stranu vzbouřenců. Toho samého dne byla napadena ukrajinská posádka u přístavního města Mariupolu, ovládaného povstalci. Střetnutí si podle ukrajinské vlády vyžádalo 3 mrtvé na straně povstalců a také nejméně 13 zraněných.
Ve Slovjansku se 17. dubna povedlo povstalcům obsadit televizní stanici a obnovili vysílání ruských stanic, ale Ukrajincům se je povedlo během dne vytlačit. Později ale povstalci obsadili druhou televizní stanici, která je ve městě. Toho samého dne prozatímní ukrajinský prezident Turčynov nařídil rozpuštění 25. výsadkové brigády, která obléhala Slovjansk. Důvodem byla ztráta či předání ozbrojených vozů povstalcům, neochota útočit na povstalce a časté dezerce. Během 18. dubna přijeli zástupci Doněcké lidové republiky do města Siversk a podařilo se jim podle ruské agentury ITAR-TASS bez boje vyjednat přidání města k republice. Místní policie se prý k vzbouřencům také přidala.

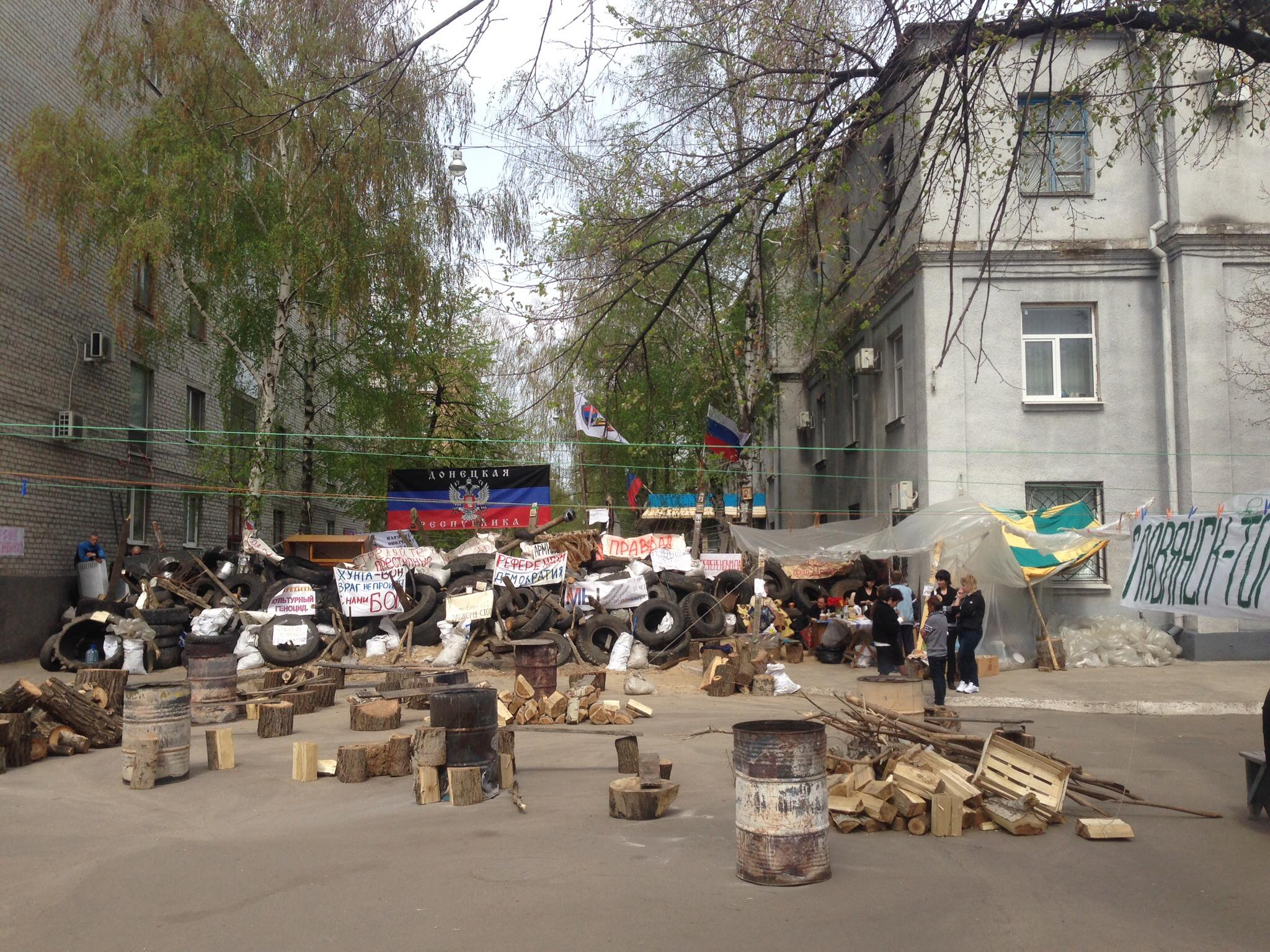
Barikáda ve Slovjansku 20. dubna

Boje u Slovjansku a Kramatorsku byly po dobu velikonočních svátků zastaveny v důsledku toho, že ukrajinská vláda přerušila protiteroristickou operaci. Kromě incidentu, kdy 20. dubna zaútočili neznámí ozbrojenci na kontrolní stanoviště separatistů u Slovjansku, byla situace o Velikonocích relativně klidná. Dne 22. dubna byla u Slovjansku objevena dvě těla se známkami brutálního mučení. Jednou z obětí byl Volodymyr Rybak, člen strany Vlast a zastupitel Horlivky, kterého nedávno před tím unesli proruští ozbrojenci. Proto i pro údajné zásadní nedodržování dohod z Ženevy separatisty obnovil úřadující prezident Turčynov 23. dubna protiteroristické akce, které byly po dobu Velikonoc přerušeny. Téhož dne byl zadržen proruskými separatisty také Simon Ostrovsky, reportér amerického webu Vice News, což oznámil Vjačeslav Ponomarjov, samozvaný „lidový starosta“ Slovjansku. V Kramatorsku byl separatisty také zajat velitel městské policie Vitalij Kolupaj a za jeho výměnu byl požadován volný přístup k policejním zbrojním skladům. Ve Slovjansku byl 21. dubna vyhlášen zákaz nočního vycházení. Hned 23. dubna ohlásila ukrajinská armáda první úspěch, když obsadila klášter v Svjatohirsku, který prý drželi separatisté, což až do toho dne nebylo známo. Den nato zformoval Pravý sektor dobrovolnický oddíl, což bylo další jasné porušení dohody z Ženevy. Ten samý den se opět rozhořely ostré boje napříč celou oblastí, hned ráno byla přepadena ukrajinská základna v Artemivsku, později došlo k potyčkám v Mariupolu a během dne opět začal útok na Slovjansk, při kterém se armádě povedlo zneškodnit tři vzbouřenecká stanoviště.
Dne 25. dubna byl u Kramatorsku sestřelen vrtulník ukrajinské armády a ukrajinská armáda ohlásila začátek druhé fáze protiteroristické operace, při které měl být obklíčen Slovjansk, ale zároveň prohlásil náčelník protiteroristického centra tajné služby SBU Vasyl Krutov, že na město se nebude útočit. Během následujících dní Ukrajina stahovala do oblasti stále více jednotek. Podle ruské agentury RIA Novosti bylo 27. dubna v oblasti až 15 000 mužů, 230 bojových vozidel a 150 minometů a raketových systémů Grad a Smeršč. V Doněcku byl separatisty 27. dubna obsazen televizní vysílač, který byl hned v noci na 28. dubna opuštěn po domluvě s místní vysílací správou. Dne 28. dubna pokračovaly střety u Kramatorsku, při nichž povstalci ostřelovali místní letiště Ukrajinská armáda vyhlásila 30. dubna stav plné bojové pohotovosti. Ten samý den byly obsazeny daňový a celní úřady v Doněcku, ale ještě téhož dne byly opuštěny. Příští den vzbouřenci v Doněcku obsadili sídlo místní prokuratury.

#### Květen 2014
I přes předchozí vyjádření, že na Slovjansk se nebude útočit, 2. května ukrajinská armáda zahájila rozsáhlou ofenzivu s použitím pozemních jednotek, bojových vozů a vrtulníků a podle neověřených zpráv i letectva, jejímž cílem bylo zřejmě obsazení Slovjansku. Ukrajinská vláda vyzvala civilisty, aby zůstali doma. Zprvu se armádě dařilo a do konce dne obsadila téměř všechna kontrolní stanoviště vzbouřenců na cestách do města. Podle některých představitelů ukrajinské vlády dokonce všechna kontrolní stanoviště a prý až polovinu města, ale vzbouřencům se povedlo sestřelit dva vrtulníky a armádě způsobovat ztráty. Ve vesnici Andrijivka byla ukrajinská armáda zastavena místními, kteří ji nepustili dál. Boje se protáhly a 3. května povstalci sestřelili další vrtulník, ale Ukrajincům se údajně povedlo obsadit nedaleký Kramatorsk a bojovalo se také u vesnice Kosťantynovky. Podle ruských médií začala 4. května protiofenziva povstalců, při které se jim povedlo znovu obsadit celý Slavjansk a Kramatorsk. Přestože tyto zprávy Ukrajina nepotvrdila, tak později téhož dne vydala prohlášení, že Slavjansk je úplně obklíčen, ale obě města jsou pod kontrolou povstalců. Na pozadí událostí ve Slavjansku se povstalcům podařilo 2. května bez boje obsadit město Stachanov a v Doněcku byly obsazovány další správní budovy. Armáda obnovila ofenzívu na Slavjansk hned 5. května a intenzivní boje pokračovaly i 6. a 7. května. Povstalcům se povedlo sestřelit další vrtulník, avšak 6. a 7. května se neúspěšně pokusili o průlom. Ukrajinská vláda odhadovala počet obránců města na 800 a prý na jejich straně bojují i občané Ruska a Čečenci. V bojích do této doby přišlo o život podle odhadů více než 30 lidí.

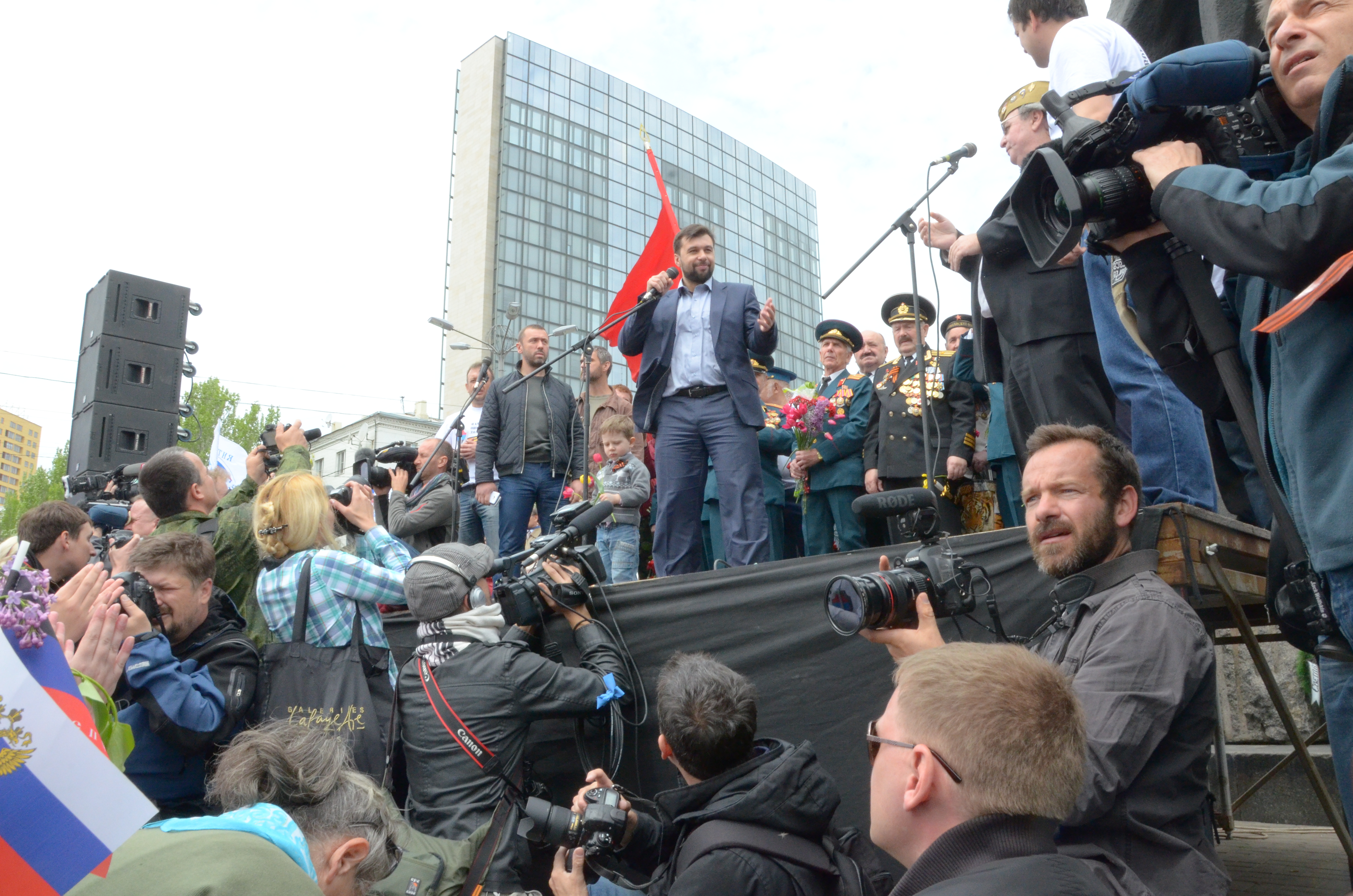
Lidový gubernátor Denis Pušilin v Doněcku při Dni vítězství 9. května.

Dne 6. května začaly boje také v Mariupolu, kde útočníci, ruskými médii označení jako příslušníci Pravého sektoru, napadli stanoviště vybudovaná vzbouřenci. Později se boje dostaly i do města a ukrajinským silám se podařilo převzít od povstalců místní radnici, ale později téhož dne ji vzbouřenci obsadili nazpátek. V celé oblasti se 7. května situace poněkud uklidnila, ale boje se znovu rozhořely 9. května, přesně na ruský Den vítězství. Nejsilnější střety se odehrály v Mariupolu, kde se bojovalo o budovy vnitra a policie. Při bojích padlo kolem 20 až 40 lidí a obě strany se obvinily ze zahájení bojů, ukrajinská armáda přitom nasadila obrněné vozy. V Doněcku byly 9. května povstalci úspěšně přepadeny další objekty a menší potyčky se odehrály i u Slavjansku. K dalšímu vyostření situace došlo 11. května, což byl den, na který bylo naplánované referendum o nezávislosti. Ráno začaly ostré střety u Slavjansku a také u přilehlé vesnice Andrijivka, která prý byla přepadena příslušníky Pravého sektoru.

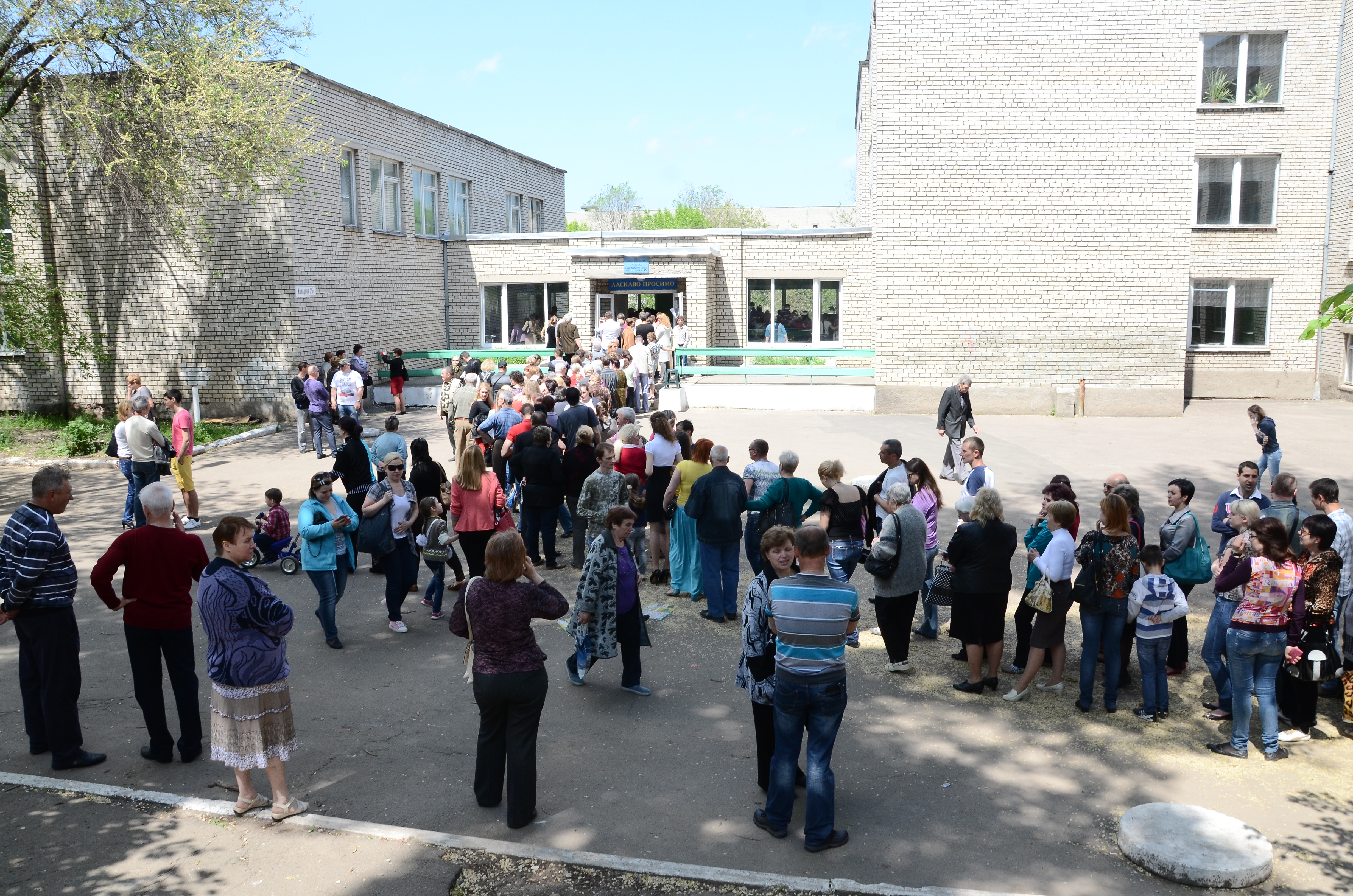
Lidé 11. května v Doněcku stojí ve frontě, aby mohli hlasovat v referendu o statusu doněcké oblasti.

Armáda se snažila referendum zastavit i na ostatních místech. V Krasnoarmijsku bylo referendum ukončeno střelbou do davu. Podle výsledků zveřejněných povstalci hlasovalo pro vytvoření nezávislého státu 89,07 % lidí při volební účasti 74,87 %. Toto referendum nebylo uznáno žádným státem světového společenství. Po referendu oznámila právě vyhlášená Doněcká lidová republika, že vybuduje vlastní armádu. Její zástupci vyhlásili protiteroristickou operaci s cílem vyhnat ukrajinskou armádu z oblasti. Po referendu vypukl v celé oblasti ještě větší chaos a zřejmě došlo mezi rebely k určitému rozkolu, neboť podle nejasných zpráv převzal moc ve Slavjansku Igor Strelkov, který zastával myšlenku nezávislé republiky, zatímco vůdce v Doněcku Denis Pušilin požádal Rusko o připojení Doněcké republiky k Ruské federaci.
Hned 12. května po vyhlášení protiteroristické operace povstalci zesílil tlak na ukrajinské jednotky u Slavjansku, kde povstalci použili i minomety. Podle odhadů bylo tehdy ve Slavjansku 1500 povstalců, což je mnohem více než původně odhadovaných 800. Den nato se povstalcům povedlo úspěšně přepadnout armádní kolonu u Kramatorska, kde při boji zemřelo až osm lidí, z nichž prý jen jeden na straně povstalců. Tato přepadová skupina byla zničena 15. května speciální jednotkou ukrajinské armády. Ve Slavjansku probíhaly tvrdé boje o televizní vysílač a 15. května se ukrajinské armádě podařilo definitivně dostat vysílač pod kontrolu. Tou dobou se také začínaly objevovat zprávy o kozácích operujících v oblasti. V Mariupolu došlo 16. května k dalším střetům i přes to, že se do řešení situace zapojil donbaský velkopodnikatel (oligarcha) Rinat Achmetov. Ten samý den vyšla zpráva OSN, podle které si válka na východní Ukrajině doposud vyžádala 250 obětí na životech. Samozvaný starosta Slavjansku Vjačeslav Ponomarjov ten den ale prohlásil, že se povstalcům povedlo zabít, zranit či zajmout již 650 ukrajinských bojovníků, přičemž započítal i ztráty Pravého sektoru a údajných zahraničních žoldáků. Boje pokračovaly v Kramatorsku, kde povstalci 17. května opět napadli místní letiště a také ve Slavjansku, kde byly ukrajinskou armádou nasazeny poprvé houfnice a minomety, kromě toho i letectvo. Boje byly nadále situovány mimo město a na jeho okrajích. Podle vyjádření slavjanského starosty se 18. května obráncům podařilo zabít sedm útočníků a sami prý nikoho neztratili. 19. května byl z minometů ostřelován televizní vysílač ve Slavjansku. Oligarcha Achmetov se 20. dubna rozhodl podpořit jednotu Ukrajiny několika propagačními akcemi s různými výsledky a povstalci se tedy rozhodli, že mu za to a za neplacení daní Doněcké lidové republice zabaví majetek. Tvrdé boje pokračovaly 21. května ve Slavjansku, kde armáda ostřelovala celé město i obytné čtvrti dělostřelectvem. Pokračoval také rozkol mezi povstalci, kdy starosta Slavjansku vyhrožoval, že pošle do Doněcka armádu. Podle ukrajinských zdrojů si povstalci od Slavjansku začali připravovat únikovou cestu do Ruska. Starosta Slavjansku také vyzval k evakuaci dětí z města. Ten samý den vyhlásil prozatímní prezident Ukrajiny Turčynov finální útok na separatisty. Ostřelování a boje o Slavjansk pokračovaly i další dny a 23. května vyzvali povstalci civilní obyvatele, aby raději opustili město. Během 22. května došlo k přepadení ukrajinských vojáků u města Volnovacha, při kterém padlo 13 až 18 ukrajinských vojáků, separatisté obvinili z tohoto útoku Pravý sektor a tvrdili, že zabití vojáci odmítali zasahovat proti povstalcům. Také uvedli, že příslušníci Pravého sektoru měli při zásahu podle svědků podporu ukrajinských vrtulníků. U vsi Karlivka došlo 23. května ke střetu mezi příslušníky Pravého sektoru a povstalci, později byli povstalci obviněni ze zabití šesti zajatců z tohoto střetu.Také situace v Mariupoli se zhoršila a 24. května byl ve městě vydán zákaz nočního vycházení.

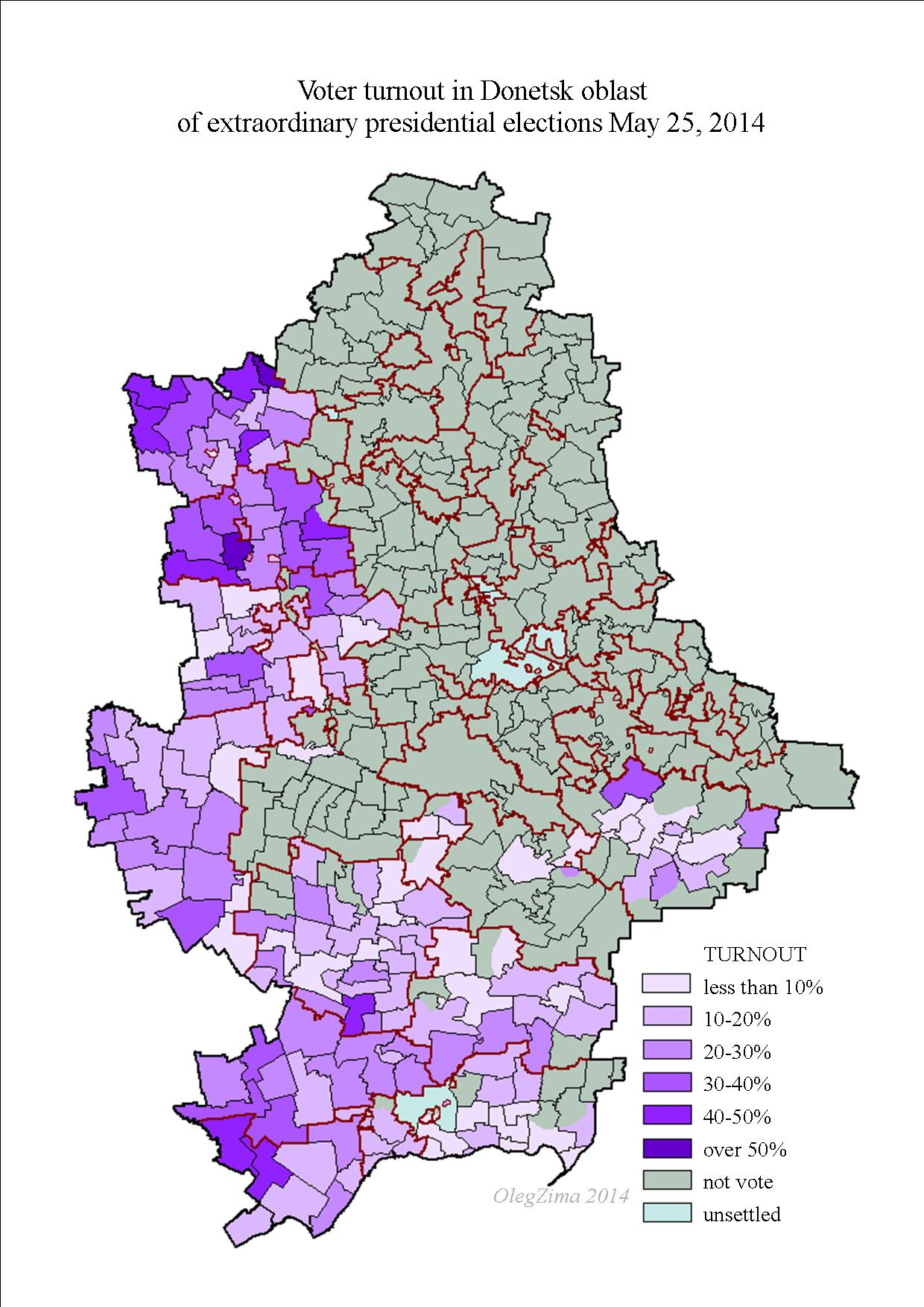
Mapa Doněcké oblasti podle volební účasti u prezidentských voleb 25. května 2014. Šedě jsou vyznačené oblasti ve kterých nebylo možné ani na jednom místě odevzdat hlas.

S přípravami na ukrajinské prezidentské volby, které se měly uskutečnit 25. května a které povstalci odmítali, se množily útoky na volební místnosti. Podle odhadů 24. května fungovalo v Doněcké oblasti 13 z 22 volebních okrsků, ale 25. května bylo v Luhanské a Doněcké oblasti možné hlasovat jen na 735 místech z celkového počtu 3900. V Doněcku se 25. května konala demonstrace proti volbám, která vyústila v napadení sídla oligarchy Achmetova. 26. května byla přepadena letiště v Doněcku a poblíž Slavjansku. Zatímco u Slavjansku byli útočníci rychle odraženi, o Doněcké letiště se strhly první z dlouhodobých bojů. Ukrajinská armáda nasadila letectvo a 27. května se jí podařilo letiště znovu obsadit. Podle různých zpráv tam utrpěli povstalci těžké ztráty mezi 35-50 mrtvými, což bylo podle nich následkem toho, že Ukrajinci zasáhli vůz převážející zraněné. V Doněcku byl 27. května vyhlášen zákaz nočního vycházení a 28. května se boje přesunuly do centra Doněcku. Podle Ukrajinců byli mezi mrtvými na letišti i lidé z Čečenska, Ingušska, Dagestánu a Abcházie. Na Slavjansk a Kramatorsk 29. května opět tvrdě zaútočila armáda s použitím dělostřelectva i letectva. Bojovalo se ve městě i v obytných čtvrtích. Při bojích se povstalcům povedlo sestřelit vrtulník, ve kterém letělo 14 vojáků, mezi nimi jeden generál ukrajinské armády. Pád přežil jen jeden voják. Bojovalo se také o přilehlé obce Andrijivka a Červonyj Moločar, kde se prý povstalcům povedlo sestřelit další vrtulník. Z Doněcku bylo hlášeno rabování, místní situace připomínala anarchii. Ze Slavjansku přicházely zprávy o stále větších civilních obětech, město bylo intenzívně ostřelováno z minometů, děl a vrtulníků. Podle Ukrajinců se povstalci snažili z města uniknout, ale pokusy o průlom 29. května a 2. června byly údajně zastaveny. 2. června opět začaly boje o kramatorské letiště a také na předměstích Kramatorsku.

#### Červen 2014
Armáda zahájila 3. června novou, v pořadí již čtvrtou ofenzivu na Slavjansk a přilehlá města, poprvé zde byly údajně nasazeny tanky, armáda útočila také na povstalce u Doněcka. Ještě téhož dne ukrajinská armáda hlásila obrovské úspěchy, kdy se prý povedlo zlomit odpor v Krasném Lymanu a ve vesnici Semenivka a také se prý povedlo zabít 500 povstalců a 1500 jich zranit (nutno podotknout, že Ukrajinci odhadovali počet povstalců ve Slavjansku pouze na 1500), ale tyto informace nebyly nikým potvrzeny a jiné zdroje mluví o 10 mrtvých a 12 zraněných. Sama armáda hlásila pouze 3 mrtvé a 50 zraněných na své straně. Příští den pokračovaly boje o Slavjansk, kromě toho, přestože bylo den předtím oznámeno dobytí těchto měst, tak 4. června byly hlášeny nálety na Semenivku a prezident Ukrajiny informoval o pokračujících bojích v Krasném Lymanu. 5. června napadli povstalci hraniční přechod Marynivka, ale po přivolání posil se je 6. června podařilo odrazit. Ukrajina zareagovala uzavřením všech hraničních přechodů s Ruskem. Během pokračujících bojů ve Slavjansku bylo 6. června sestřeleno letadlo ukrajinské armády. Povstalci toho dne ovládli město Torez a ohlásili, že na straně ukrajinské armády bojují žoldáci z cizích zemí, především občané Polska a Česka.
Při své inauguraci 8. června prohlásil nový prezident Ukrajiny Petro Porošenko, že v nadcházejícím týdnu (9.–15. 6.) zastaví boje na východě Ukrajiny. I přes tato prohlášení ostřelování Slavjansku pokračovalo, boje se vrátily i do Mariupolu a opět se bojovalo i o kramatorské letiště. Lidé hromadně utíkali ze Slavjansku, který byl z velké části zničen; v přilehlé vesnici Semenivce prý 9. června už nestál jediný dům. Podle zpráv 11. června opustila Slavjansk už třetina jeho obyvatel a další utíkali, ale ukrajinská armáda pouštěla jenom ženy a děti. Podle ukrajinských zdrojů 12. června přijely z Ruska 3 tanky T-72 a s nimi i kolona dalších vozidel, která byla částečně zničena. Rusko se ohradilo s tím, že tanky nejsou z Ruska, ale že je povstalci ukořistili od Ukrajinců. Tanky byly nasazeny u Horlivky a armáda prý dva z nich během 13. června zničila. 13. června zahájila armáda operaci v Mariupolu a město bylo po bojích obklíčeno a později téhož dne i dobyto. U Horlivky byl 14. června sestřelen armádní bombardér. Su-24 Povstalcům se 16. června povedlo obsadit centrální banku v Doněcku.

### Situace v Charkovské oblasti

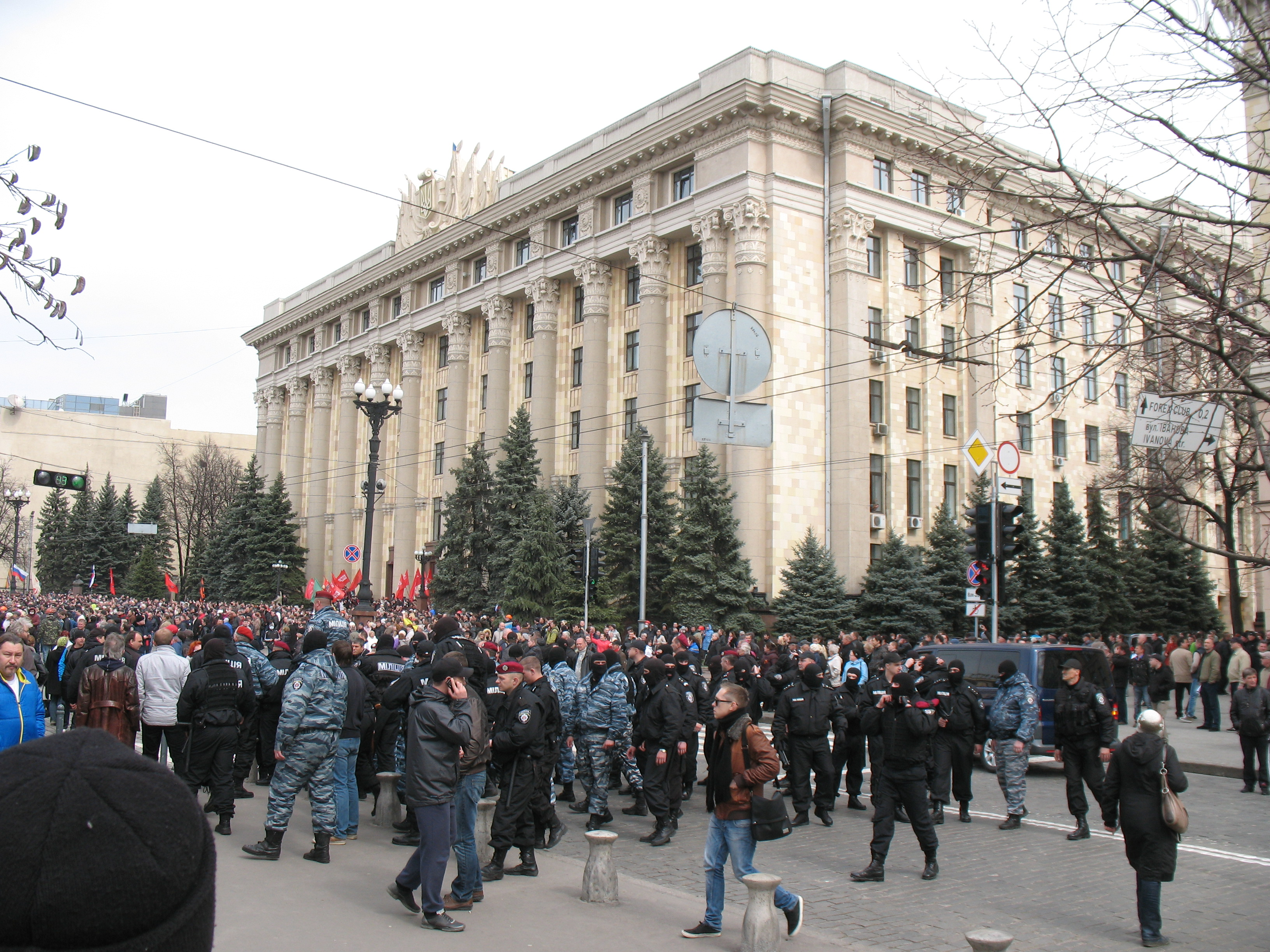
Proruské protesty v Charkově 7. dubna 2014

V neděli 6. dubna 2014 se v Charkově konala demonstrace, která požadovala federalizaci Ukrajiny a referendum o připojení k Rusku. Demonstrantům se postavili příslušníci proukrajinského Pravého bloku a došlo k střetům. I přes to se policii podařilo situaci vcelku zvládnout. Během noci z 6. na 7. dubna se demonstrantům povedlo obsadit sídlo oblastní správy a vyhlásili nezávislou Charkovskou lidovou republiku. Okamžitě požádali Viktora Janukovyče, aby nově vzniklou republiku legitimizoval. Ukrajinské bezpečnostní složky hned téhož dne zasáhly a podařilo se jim povstalce izolovat v budově, kde se údajně opevnili. Dne 8. dubna v 6.25 začaly ukrajinské jednotky protiteroristickou akci, během které se bez jediné oběti podařilo povstalce zajmout, celkem 64 osob. Den nato se sešla skupina asi 100 demonstrantů před místním soudem, kde měli být souzeni lidé, kteří obsadili sídlo oblastní správy a požadovala jejich propuštění.Dne 10. dubna zakázal místní soud dočasně veřejné demonstrace a srocování, ale i přes to už 12. dubna vyšli do ulic odpůrci i příznivci federalizace Ukrajiny. Následujícího dne se situace vyhrotila a 1000 proruských demonstrantů se opět povedlo obsadit budovu místní správy. Ve městě pak došlo k násilnostem mezi odpůrci a přívrženci federalizace, byla zaznamenána i střelba. Policii se nepodařilo přívržence a odpůrce oddělit a to mělo za následek několik zraněných. Demonstranti byli během dne opět vyhnáni z budovy místní samosprávy. Další střety propukly až 18. dubna, kdy se protestující opakovaně pokoušeli obsadit televizní věž.[zdroj⁠?!]

### Situace v Oděské oblasti

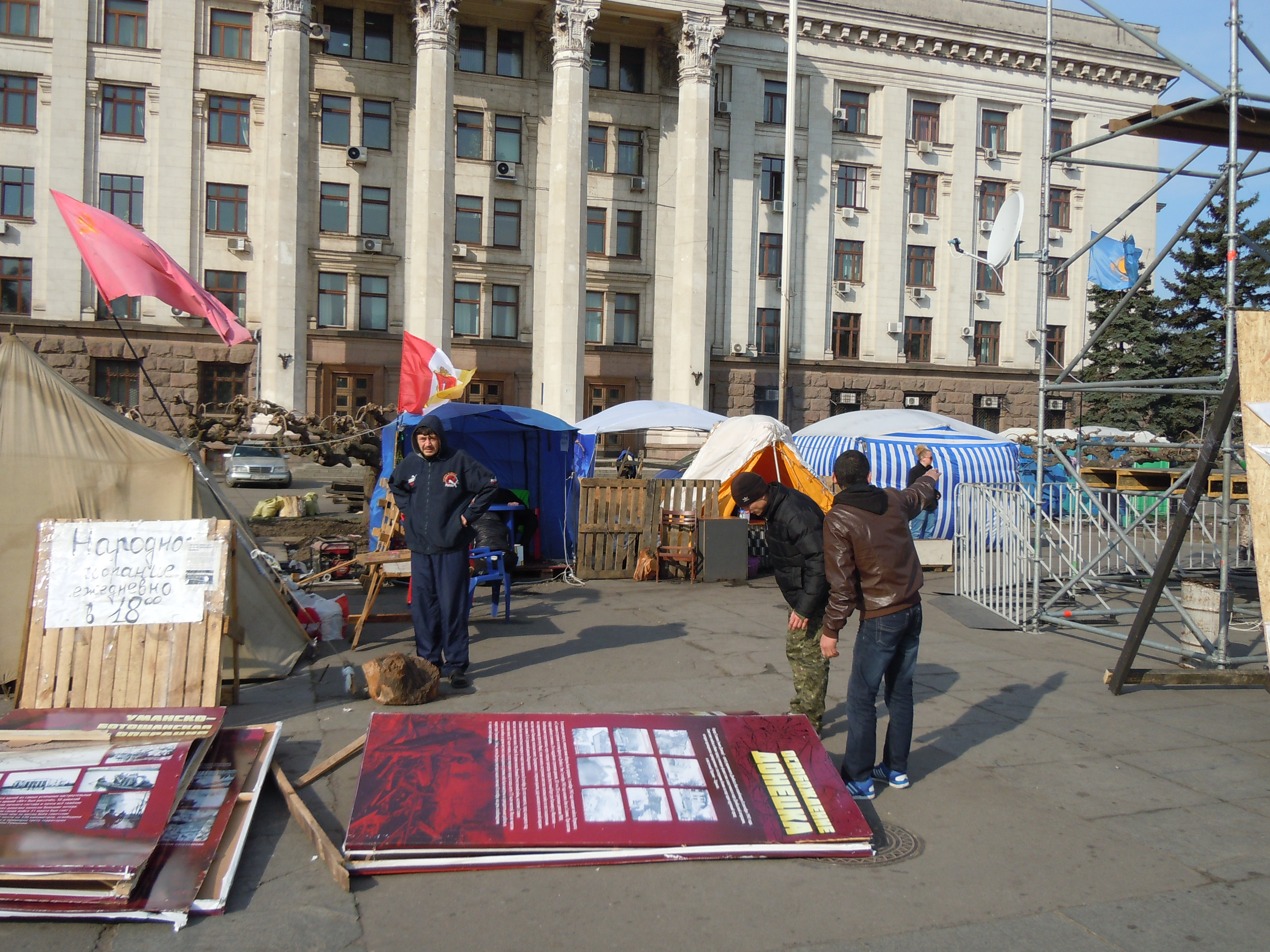
Tábor proruských aktivistů na Kulikově poli, několik týdnů před požárem

Dne 16. dubna 2014 byla separatisty v Oděse vyhlášena Oděská lidová republika (rusky Одесская народная республика). Vyhlášení nezávislosti na Ukrajině v územním rozsahu Oděské oblasti bylo uskutečněno na internetu, nejprve se objevila informace, že aktivisty ze skupiny Antimajdan. Ta to ale následně popřela s tím, že neví, kdo republiku vyhlásil, a nehodlá se toho účastnit. Aktivisté požadovali vyhlášení blokády města a povstání obyvatelstva proti kyjevské vládě.
Dne 2. května 2014 došlo ve městě k tragédii, jež si vyžádala smrt 46 lidí. V průběhu protestního pochodu proukrajinských aktivistů vedených fotbalovými fanoušky dvou ukrajinských klubů, došlo k napadení proukrajinských aktivistů proruskými, čímž došlo k eskalaci konfliktu. Potyčky za použití tyčí, kamení i střelných zbraní vedly ke smrti čtyř lidí (server idnes.cz napsal tři dny po tragédii, že tito mrtví byli z řad proukrajinských demonstrantů, což se ale nikde později ve zpravodajství znovu neobjevilo). Proruští aktivisté byli zahnáni na ústup k Domu odborů na náměstí, kde měli dlouhodobě protestní tábor. Poté se stáhli do vnitřku budovy a promajdanští demonstranti zapálili opuštěný stanový tábor před budovou. Při následujících nepokojích byl zapálen Dům odborů, jehož požár si vyžádal nejméně 38 obětí, většina mrtvých měla na oblečení stuhu svatého Jiří, používanou proruskými aktivisty. Podle ruské agentury ITAR-TASS byly pachateli útoku bojůvky radikálních nacionalistů z organizace Pravý sektor. Nicméně dle zpráv z místa požáru byly Molotovovy koktejly házeny i ze střechy budovy, kde se nacházeli proruští aktivisté. Ukrajinské anglickojazyčné noviny Kyiv Post napsaly, že vchod budovy, stejně jako místnosti ve 2. a 4. poschodí, byly zapáleny lahvemi vhozenými aktivisty zvnějšku.

### Situace v Luhanské oblasti

Vlajka užívaná separatisty pro samozvanou Luhanskou republiku

V Luhansku se 6. dubna konala několika tisícová demonstrace, požadující propuštění předáka proruské organizace a dalších demonstrantů. Protestující obsadili sídlo tajné služby a zmocnili se zbraní. I přes zásah policie, který za sebou zanechal 9 zraněných se protestujícím podařilo sídlo udržet a 8. dubna vyhlásili luhanskou parlamentní republiku. Podle policie se demonstranti v budově zaminovali a drží na 60 rukojmích, což oni odmítají, údajní rukojmí odešli z budovy 9. dubna. Toho samého dne byly do Luhansku poslány obrněné transportéry. Povstalci požadovali amnestii, referendum o federalizaci a nezávislé vyšetření střelby na kyjevském náměstí. Na náměstí se shromáždilo asi 1000 lidí, kteří je podporovali. Policii se podařilo budovu dostat pod kontrolu 12. dubna. 14. dubna napadli demonstranti policejní stanici v Luhansku. Na rozdíl od Doněcké oblasti byla v Luhanské oblasti po celý duben situace relativně klidná. 16. dubna byli zajati 2 ukrajinští vojáci, ale jinak zde nedošlo k žádným střetům. Luhanské úřady tlačily na Kyjev, aby dovolil uspořádat referenda o statusu oblasti, s požadavkem se na parlament obrátily 18. dubna a poté výhružněji 27. dubna. V noci 27. dubna byla vyhlášena Luhanská lidová republika, v Luhansku se okamžitě podařilo obsadit několik správních budov. O dva dny později 29. dubna se povstalcům povedlo obsadit sídlo místní správy a kompletně převzali kontrolu nad Luhanskem, kromě toho se jim podařilo obsadit také město Pervomajsk. Den nato ovládli i města Alčevsk a Krasnyj Luč, 1. května pak Stachanov, 5. května Roveňky a Slovjanoserbsk, 7. května Severodoněck a 8. května Starobilsk. Dne 3. května 2014 vyhlásil místní vůdce proruských aktivistů titulující se jako „lidový gubernátor“ Valerij Bolotov, v souvislosti s ukrajinskou „protiteroristickou“ operací v Doněcké oblasti, všeobecnou mobilizaci Luhanské oblasti, zákaz nočního vycházení a postavení ukrajinské strany Pravý sektor a spolků fotbalových fanoušků mimo zákon. Za svůj první cíl prohlásil Kyjev. Policie 6. května oznámila, že nemá situaci v oblasti pod kontrolou. První ozbrojený střet se odehrál 8. května, když povstalci napadli jeden z hraničních přejezdů a během dne byli odraženi. Situace se podobně jako v Doněcké oblasti vyostřila během referenda 11. května. Podle povstalců na mnohých místech ukrajinská armáda zastrašovala voliče a v Novoajdaru prý došlo i k ozbrojeným střetům mezi armádou a povstalci. Podle výsledků zveřejněných povstalci hlasovalo 96 % pro vytvoření samostatného státu při volební účasti kolem 80 %. Toto referendum neuznal žádný stát mezinárodního společenství.
U Luhansku byl 13. června sestřelen letoun Iljušin Il-76 s vojáky a výzbrojí na palubě. Přitom zahynulo 40 parašutistů a 9 členů posádky.

#### Lysyčanská lidová republika
Dne 12. června 2014 se povstalci ve městě Lysyčansk vzbouřili proti vládě LLR a vyhlásili svůj vlastní stát tzv. „Lysyčanskou lidovou republiku“. Lysyčansk se nachází 90 km severozápadně od Luhansku a tvoří dvojměstí s městem Severodoněck. Tito povstalci byli poraženi během ofenzívy ukrajinských vojsk.

## Ruská federace a narušování suverenity Ukrajiny

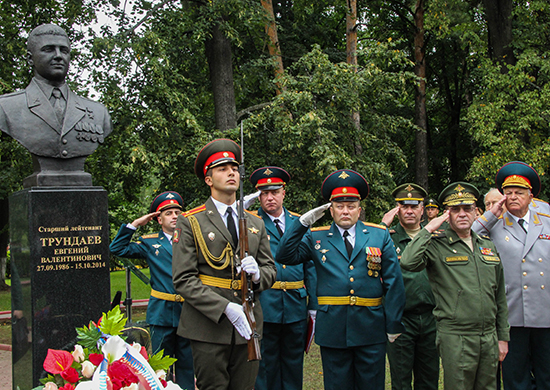
Jevgenij Trundajev, Hrdina Ruské federace. (pomník v Moskvě)

Ruská federace oficiálně popírala, že by byla přímo zapojená do konfliktů probíhajících na Ukrajině od roku 2014. Stejně jako tomu bylo, když probíhala Anexe Krymu Ruskou federací.
Přesto se nacházejí důkazy, kdy je doloženo působení vojáků ruské armády na Ukrajině. V bojích u kontrolního bodu 32, blízko města Smile (Сміле), Alčevský rajón (Алчевський район) v samozvané a nikým neuznané (ani Ruskou federací) LLR byl dne 15. října 2014 zabit důstojník ruské armády Jevgenij Trundajev. Posmrtně mu byl udělen řád „Hrdina Ruské federace“ s udělením medaile „Zlatá hvězda“ – „za odvahu a statečnost projevenou při plnění úředních povinností“.
To lze považovat za přiznání a důkaz, že tento konkrétní důstojník plnil na území Ukrajiny rozkazy velení Ruské armády.

## Vznik a zánik Novoruska
Dne [24. května 2014 podepsali zástupci Luhanské lidové republiky a Doněcké lidové republiky dohodu o spojení a vytvoření státního útvaru „Novorusko“. V květnu 2015 oznámil předseda samozvaného novoruského parlamentu Oleg Carjov zastavení činnosti konfederačních orgánů v souladu s minskými mírovými dohodami. Rovněž byla pozastavena činnost společného parlamentu Novoruska, protože jeho existence byla též v rozporu s minskými dohodami.

## Mezinárodní reakce

### Bělorusko
Běloruský prezident Alexandr Lukašenko po celou dobu ukrajinské krize volal po politickém řešení při zachování celistvosti Ukrajiny, stavěl se však spíše na stranu Ruska. Dne 22. dubna 2014 v poselství parlamentu ale překvapivě uvedl, že přesto, že se to nebude Moskvě líbit, Bělorusko chce, aby byla Ukrajina jednotná a celistvá a že nepodporuje její federalizaci. Nepřímo uvedl, že důvodem je, že Rusko potom může vznést nároky na východní části federalizované země. Ukrajina podle něj nemůže s Ruskem a Běloruskem nespolupracovat a touha po spolupráci je tu aktuálně patrná. Úřadujícího prezidenta Oleksandra Turčynova považuje za „spořádaného, čestného a věřícího člověka vyvolávajícího vždy pozitivní emoce,“ na tom, že je ukrajinský nacionalista, nespatřuje absolutně nic špatného.